# Chesnonia verrucosa
Chesnonia verrucosa és una espècie de peix pertanyent a la família dels agònids i l'única del gènere Chesnonia.

## Descripció
- Fa 20 cm de llargària màxima.
- Aleta caudal arrodonida.
- Nombre de vèrtebres: 35-37.[3][4]

## Hàbitat
És un peix marí, demersal i de clima temperat que viu entre 18 i 425 m de fondària.

## Distribució geogràfica
Es troba al Pacífic nord-oriental: des del sud-est del mar de Bering, la badia de Bristol (Alaska) i l'illa d'Unimak (les illes Aleutianes) fins a Califòrnia (els Estats Units).

## Observacions
És inofensiu per als humans.